# Kongeriget Italien (1805-1814)
 For alternative betydninger, se Italien (flertydig). (Se også artikler, som begynder med Italien)
Kongeriget Italien (italiensk: Regno d'Italia eller Regno Italico) var et kongerige i den nordlige del af det nuværende Italien, der eksisterede fra 1805 til 1814.
Kongeriget blev oprettet af Kejser Napoleon 1. af Frankrig i 1805, hvor Napoleon ændrede Republikken Italien til et monarki med sig selv som konge. Det var herefter i personalunion med og under fuld indflydelse af Frankrig, indtil det blev nedlagt ved Napoleons fald i 1814.
Napoleon indsatte Eugène de Beauharnais, der var hans stedsøn og adoptivsøn som landets vicekonge. Dermed blev Eugène de Beauharnais Italiens militære og civile leder. 
Kongeriget eksisterede i perioden 17. marts 1805 til 11. april 1814.

## Historie
Kongeriget Italien blev oprettet den 17. marts 1805, da Republikken Italien, hvis præsident var Kejser Napoleon 1. af Frankrig, blev ændret til et monarki med Napoleon selv som konge og med Napoleons 24-årige stedsøn og adoptivsøn Eugène de Beauharnais som landets vicekonge. Napoleon 1. blev den 23. maj 1805 kronet i Domkirken i Milano med Den Lombardiske Jernkrone. Hans titel var Franskmændenes Kejser og Konge af Italien (fransk: Empereur des Français et Roi d'Italie), og demonstrede dermed det italienske kongeriges betydning for ham.
Napoleon abdicerede fra sine troner i både Frankrig og Italien den 11. april 1814. Eugène de Beauharnais forsøgte efterfølgende uden held at overtage tronen.

## Eksterne links
- Napitalia. The Eagle in Italy om Kongeriget Italiens militær under Napoleon.